# عرقسوس أيقوني
عرقسوس أيقوني (الاسم العلمي:Glycyrrhiza iconica) هو نوع من النباتات يتبع جنس العرقسوس من الفصيلة البقولية.